# Vicky Gómez
Victoria Leonor Gómez Alonso (Salamanca, 17 de setembre de 1988) és una ballarina i coreògrafa espanyola. Coneguda per haver sigut la guanyadora de la primera edició de Fama, ¡a bailar! i professora de l'Acadèmia d'Operación Triunfo en 2017, 2018, 2020 i 2023.
Durant l'últim trimestre del 2010 va impartir classes de hip-hop en l'Academia Performance, Centro de arte EDA, Escuela EDAE i el Centre Karen Taft. Es van interrompre les classes al gener quan es va traslladar a Barcelona per a assajar, amb el grup de la coreògrafa Maribel del Pino, l'actuació en l'SNAP Festival.
Des d'octubre de 2011 forma part del cos de ball de Tu cara me suena. Dies després participa en la gravació de Quédate conmigo de Pastora Soler. En 2012 va participar com a ballarina en El número uno.
L'octubre de 2017 s'incorpora al professorat d'Operación Triunfo com a coreògrafa i professora de ball.